# Großer Preis der USA 2013
Der Große Preis der USA 2013 (offiziell 2013 Formula 1 United States Grand Prix) fand am 17. November auf dem Circuit of The Americas in Austin statt und war das 18. Rennen der Formel-1-Weltmeisterschaft 2013.

## Berichte

### Hintergrund
Nach dem Großen Preis von Abu Dhabi führte Sebastian Vettel in der Fahrerwertung mit 130 Punkten vor Fernando Alonso und mit 164 Punkten vor Kimi Räikkönen. In der Konstrukteurswertung führte Red Bull-Renault mit 179 Punkten vor Mercedes und mit 190 Punkten vor Ferrari. Vettel und Red Bull-Renault standen bereits vorzeitig als Weltmeister fest.
Bei Lotus kam es aus gesundheitlichen Gründen zu einem Fahrerwechsel. Räikkönen entschied sich, nachdem er über längere Zeit unter starken Rückenschmerzen gelitten hatte, zu einer Operation, die seine Saison vorzeitig beendete. Lotus unterbreitete zunächst Sauber-Pilot Nico Hülkenberg ein Angebot für die letzten zwei Saisonrennen 2013; Hülkenberg lehnte dieses Angebot jedoch ab, nachdem Sauber einen Teil von Hülkenbergs ausstehenden Gehaltes zahlte. Heikki Kovalainen erhielt schließlich das Cockpit und wechselte damit von Caterham zu Lotus. Er war 2013 bei Caterham als Testfahrer aktiv und hatte sechsmal – zuletzt in Abu Dhabi – am freien Training teilgenommen. Seinen letzten Renneinsatz hatte Kovalainen beim Großen Preis von Brasilien 2012 für Caterham.
Beim Großen Preis der USA stellte Pirelli den Fahrern die Reifenmischungen P Zero Hard (orange) und P Zero Medium (weiß) sowie für Nässe Cinturato Intermediates (grün) und Cinturato Full-Wets (blau) zur Verfügung.
Mit Lewis Hamilton (zweimal) trat ein ehemaliger Sieger zu diesem Grand Prix an.
Als Rennkommissare fungierten José Abed (MEX), Paul Gutjahr (SUI), Nigel Mansell (GBR) und Tim Mayer (USA).

### Training
Aufgrund von Nebel wurde das erste freie Training verspätet begonnen und auf 60 Minuten gekürzt. Da kein Rettungshubschrauber an der Strecke war, hätte das Training gar nicht beginnen dürfen, allerdings fiel dies erst nach 15 Minuten auf, woraufhin das Training unterbrochen wurde. Nachdem der Rettungshubschrauber schließlich da war, blieben etwa 31 Minuten übrig. Alonso war der schnellste Pilot vor Jenson Button und Valtteri Bottas. Daniil Kwjat übernahm in diesem Training den Toro Rosso von Jean-Éric Vergne und kam damit zum ersten Mal an einem Formel-1-Wochenende zum Einsatz. Darüber hinaus übernahm in diesem Training Alexander Rossi den Caterham von Giedo van der Garde und Rodolfo González den Marussia von Jules Bianchi.
Im zweiten freien Training übernahm Vettel die Führung vor Mark Webber und Nico Rosberg.
Im dritten freien Training blieb Vettel vor Webber. Hamilton übernahm die dritte Position.

### Qualifying
Im ersten Abschnitt des Qualifyings war Bottas der schnellste Pilot. Adrian Sutil blieb in der Endphase mit einem Bremsdefekt stehen. Er scheiterte an dem Sprung in den nächsten Teil des Zeitentrainings. Neben ihm schieden die Marussia- und Caterham-Piloten sowie Pastor Maldonado aus. Im zweiten Segment ging Vettel in Führung. Die Toro Rosso-Piloten sowie Felipe Massa, Rosberg, Button und Paul di Resta schieden aus. Im finalen Abschnitt blieb Vettel vorne und erzielte die 44. Pole-Position seiner Karriere vor Webber und Romain Grosjean.
Charles Pic wurde wegen eines Getriebewechsels um fünf Positionen, Button wegen Überholens unter roten Flaggen im ersten freien Training um drei Positionen in der Startaufstellung nach hinten versetzt. Esteban Gutiérrez wurde aufgrund eines Blockademanövers gegen Maldonado im ersten Qualifying-Abschnitt um zehn Plätze nach hinten versetzt. Max Chilton wurde – ebenfalls wegen Blockens – mit einer Durchfahrtsstrafe für das Rennen belegt, die er innerhalb der ersten fünf Runden absolvieren muss.

### Rennen
Beim Start behielt Vettel die Führung. Noch in der ersten Runde wurde das Safety-Car eingesetzt, nachdem Maldonado und Sutil zusammenstießen und Letzterer in die Leitplanken geschickt wurde und ausschied. Sutil sollte der einzige Ausfall des Rennens bleiben.
Beim Restart in der fünften Runde baute Vettel schnell einen Vorsprung auf und war auf dem Weg zu seinem achten Sieg in Folge nie wirklich in Gefahr. Damit stellte er einen neuen Rekord an aufeinander folgenden Siegen innerhalb einer Saison auf. Zwei Runden vor Schluss fuhr er zudem die schnellste Runde. Hinter ihm verwies Lotus-Fahrer Grosjean Vettels Teamkollegen Webber auf den zweiten Platz. Vettel führte das Rennen boxenstoppbereinigt durchgängig an.
Vergne erhielt wegen einer Kollision mit Gutiérrez in der letzten Runde des Rennens eine 20-Sekunden-Zeitstrafe. Dadurch fiel er vom 12. auf den 16. Platz zurück.

## Meldeliste
| Team                          | Nr. | Fahrer              | Chassis           | Motor                | Reifen |
| ----------------------------- | --- | ------------------- | ----------------- | -------------------- | ------ |
| Infiniti Red Bull Racing      | 01  | Sebastian Vettel    | Red Bull RB9      | Renault 2.4 V8       | P      |
| Infiniti Red Bull Racing      | 02  | Mark Webber         | Red Bull RB9      | Renault 2.4 V8       | P      |
| Scuderia Ferrari              | 03  | Fernando Alonso     | Ferrari F138      | Ferrari 2.4 V8       | P      |
| Scuderia Ferrari              | 04  | Felipe Massa        | Ferrari F138      | Ferrari 2.4 V8       | P      |
| Vodafone McLaren Mercedes     | 05  | Jenson Button       | McLaren MP4-28    | Mercedes-Benz 2.4 V8 | P      |
| Vodafone McLaren Mercedes     | 06  | Sergio Pérez        | McLaren MP4-28    | Mercedes-Benz 2.4 V8 | P      |
| Lotus F1 Team                 | 07  | Heikki Kovalainen   | Lotus E21         | Renault 2.4 V8       | P      |
| Lotus F1 Team                 | 08  | Romain Grosjean     | Lotus E21         | Renault 2.4 V8       | P      |
| Mercedes AMG Petronas F1 Team | 09  | Nico Rosberg        | Mercedes F1 W04   | Mercedes-Benz 2.4 V8 | P      |
| Mercedes AMG Petronas F1 Team | 10  | Lewis Hamilton      | Mercedes F1 W04   | Mercedes-Benz 2.4 V8 | P      |
| Sauber F1 Team                | 11  | Nico Hülkenberg     | Sauber C32        | Ferrari 2.4 V8       | P      |
| Sauber F1 Team                | 12  | Esteban Gutiérrez   | Sauber C32        | Ferrari 2.4 V8       | P      |
| Sahara Force India F1 Team    | 14  | Paul di Resta       | Force India VJM06 | Mercedes-Benz 2.4 V8 | P      |
| Sahara Force India F1 Team    | 15  | Adrian Sutil        | Force India VJM06 | Mercedes-Benz 2.4 V8 | P      |
| Williams F1 Team              | 16  | Pastor Maldonado    | Williams FW35     | Renault 2.4 V8       | P      |
| Williams F1 Team              | 17  | Valtteri Bottas     | Williams FW35     | Renault 2.4 V8       | P      |
| Scuderia Toro Rosso           | 18  | Daniil Kwjat        | Toro Rosso STR8   | Ferrari 2.4 V8       | P      |
| Scuderia Toro Rosso           | 18  | Jean-Éric Vergne    | Toro Rosso STR8   | Ferrari 2.4 V8       | P      |
| Scuderia Toro Rosso           | 19  | Daniel Ricciardo    | Toro Rosso STR8   | Ferrari 2.4 V8       | P      |
| Caterham F1 Team              | 20  | Charles Pic         | Caterham CT03     | Renault 2.4 V8       | P      |
| Caterham F1 Team              | 21  | Alexander Rossi     | Caterham CT03     | Renault 2.4 V8       | P      |
| Caterham F1 Team              | 21  | Giedo van der Garde | Caterham CT03     | Renault 2.4 V8       | P      |
| Marussia F1 Team              | 22  | Rodolfo González    | Marussia MR02     | Cosworth 2.4 V8      | P      |
| Marussia F1 Team              | 22  | Jules Bianchi       | Marussia MR02     | Cosworth 2.4 V8      | P      |
| Marussia F1 Team              | 23  | Max Chilton         | Marussia MR02     | Cosworth 2.4 V8      | P      |

Anmerkungen
1. 1 2  Kwjat fuhr den Toro Rosso mit der Nummer 18 im ersten freien Training. Vergne übernahm das Fahrzeug anschließend für das restliche Rennwochenende.
2. 1 2  Rossi fuhr den Caterham mit der Nummer 21 im ersten freien Training. Van der Garde übernahm das Fahrzeug anschließend für das restliche Rennwochenende.
3. 1 2  González fuhr den Marussia mit der Nummer 22 im ersten freien Training. Bianchi übernahm das Fahrzeug anschließend für das restliche Rennwochenende.

## Klassifikationen

### Qualifying
| Pos.                                                                      | Fahrer              | Konstrukteur         | Q1       | Q2       | Q3       | Start |
| ------------------------------------------------------------------------- | ------------------- | -------------------- | -------- | -------- | -------- | ----- |
| 01                                                                        | Sebastian Vettel    | Red Bull-Renault     | 1:38,516 | 1:37,065 | 1:36,338 | 01    |
| 02                                                                        | Mark Webber         | Red Bull-Renault     | 1:38,161 | 1:37,312 | 1:36,441 | 02    |
| 03                                                                        | Romain Grosjean     | Lotus-Renault        | 1:38,676 | 1:37,523 | 1:37,155 | 03    |
| 04                                                                        | Nico Hülkenberg     | Sauber-Ferrari       | 1:38,339 | 1:37,828 | 1:37,296 | 04    |
| 05                                                                        | Lewis Hamilton      | Mercedes             | 1:37,959 | 1:37,854 | 1:37,345 | 05    |
| 06                                                                        | Fernando Alonso     | Ferrari              | 1:38,929 | 1:37,368 | 1:37,376 | 06    |
| 07                                                                        | Sergio Pérez        | McLaren-Mercedes     | 1:38,367 | 1:38,040 | 1:37,452 | 07    |
| 08                                                                        | Heikki Kovalainen   | Lotus-Renault        | 1:38,375 | 1:38,078 | 1:37,715 | 08    |
| 09                                                                        | Valtteri Bottas     | Williams-Renault     | 1:37,821 | 1:37,439 | 1:37,836 | 09    |
| 10                                                                        | Esteban Gutiérrez   | Sauber-Ferrari       | 1:38,082 | 1:38,031 | 1:38,034 | 20    |
| 11                                                                        | Daniel Ricciardo    | Toro Rosso-Ferrari   | 1:38,882 | 1:38,131 | –        | 10    |
| 12                                                                        | Paul di Resta       | Force India-Mercedes | 1:38,894 | 1:38,139 | –        | 11    |
| 13                                                                        | Jenson Button       | McLaren-Mercedes     | 1:38,588 | 1:38,217 | –        | 15    |
| 14                                                                        | Nico Rosberg        | Mercedes             | 1:38,743 | 1:38,364 | –        | 12    |
| 15                                                                        | Felipe Massa        | Ferrari              | 1:39,094 | 1:38,592 | –        | 13    |
| 16                                                                        | Jean-Éric Vergne    | Toro Rosso-Ferrari   | 1:38,880 | 1:38,696 | –        | 14    |
| 17                                                                        | Adrian Sutil        | Force India-Mercedes | 1:39,250 | –        | –        | 16    |
| 18                                                                        | Pastor Maldonado    | Williams-Renault     | 1:39,351 | –        | –        | 17    |
| 19                                                                        | Giedo van der Garde | Caterham-Renault     | 1:40,491 | –        | –        | 18    |
| 20                                                                        | Jules Bianchi       | Marussia-Cosworth    | 1:40,528 | –        | –        | 19    |
| 21                                                                        | Charles Pic         | Caterham-Renault     | 1:40,596 | –        | –        | 22    |
| 22                                                                        | Max Chilton         | Marussia-Cosworth    | 1:41,401 | –        | –        | 21    |
| 107-Prozent-Zeit: 1:44,668 min (bezogen auf Q1-Bestzeit von 1:37,821 min) |                     |                      |          |          |          |       |

Anmerkungen
1. ↑  Gutiérrez wurde wegen Blockieren im Qualifying um zehn Positionen nach hinten versetzt.
2. ↑  Button wurde aufgrund eines Überholmanövers unter roten Flaggen im ersten Training um drei Positionen nach hinten versetzt.
3. ↑  Pic wurde aufgrund eines Getriebewechsels um fünf Positionen nach hinten versetzt.

### Rennen
| Pos. | Fahrer              | Konstrukteur         | Runden | Zeit        | Start | Schnellste Runde |
| ---- | ------------------- | -------------------- | ------ | ----------- | ----- | ---------------- |
| 01   | Sebastian Vettel    | Red Bull-Renault     | 56     | 1:39:17,148 | 01    | 1:39,856 (54.)   |
| 02   | Romain Grosjean     | Lotus-Renault        | 56     | + 6,284     | 03    | 1:40,445 (52.)   |
| 03   | Mark Webber         | Red Bull-Renault     | 56     | + 8,396     | 02    | 1:40,591 (52.)   |
| 04   | Lewis Hamilton      | Mercedes             | 56     | + 27,358    | 05    | 1:40,818 (50.)   |
| 05   | Fernando Alonso     | Ferrari              | 56     | + 29,592    | 06    | 1:41,186 (52.)   |
| 06   | Nico Hülkenberg     | Sauber-Ferrari       | 56     | + 30,400    | 04    | 1:40,952 (54.)   |
| 07   | Sergio Pérez        | McLaren-Mercedes     | 56     | + 46,692    | 07    | 1:41,830 (47.)   |
| 08   | Valtteri Bottas     | Williams-Renault     | 56     | + 54,509    | 09    | 1:40,492 (54.)   |
| 09   | Nico Rosberg        | Mercedes             | 56     | + 59,141    | 12    | 1:41,133 (51.)   |
| 10   | Jenson Button       | McLaren-Mercedes     | 56     | + 1:17,278  | 15    | 1:41,285 (50.)   |
| 11   | Daniel Ricciardo    | Toro Rosso-Ferrari   | 56     | + 1:21,004  | 10    | 1:42,119 (45.)   |
| 12   | Felipe Massa        | Ferrari              | 56     | + 1:26,914  | 13    | 1:41,209 (53.)   |
| 13   | Esteban Gutiérrez   | Sauber-Ferrari       | 56     | + 1:31,707  | 20    | 1:41,401 (51.)   |
| 14   | Heikki Kovalainen   | Lotus-Renault        | 56     | + 1:35,063  | 08    | 1:41,028 (52.)   |
| 15   | Paul di Resta       | Force India-Mercedes | 56     | + 1:36,853  | 11    | 1:41,148 (54.)   |
| 16   | Jean-Éric Vergne    | Toro Rosso-Ferrari   | 56     | + 1:44,574  | 14    | 1:41,320 (52.)   |
| 17   | Pastor Maldonado    | Williams-Renault     | 55     | + 1 Runde   | 17    | 1:43,058 (42.)   |
| 18   | Jules Bianchi       | Marussia-Cosworth    | 55     | + 1 Runde   | 19    | 1:43,419 (45.)   |
| 19   | Giedo van der Garde | Caterham-Renault     | 55     | + 1 Runde   | 18    | 1:43,933 (45.)   |
| 20   | Charles Pic         | Caterham-Renault     | 55     | + 1 Runde   | 22    | 1:43,968 (48.)   |
| 21   | Max Chilton         | Marussia-Cosworth    | 54     | + 2 Runden  | 21    | 1:43,775 (48.)   |
| –    | Adrian Sutil        | Force India-Mercedes | 0      | DNF         | 16    | –                |

## WM-Stände nach dem Rennen
Die ersten zehn des Rennens bekamen 25, 18, 15, 12, 10, 8, 6, 4, 2 bzw. 1 Punkt(e).

### Fahrerwertung
| Pos. | Fahrer           | Konstrukteur         | Punkte |
| ---- | ---------------- | -------------------- | ------ |
| 01   | Sebastian Vettel | Red Bull-Renault     | 372    |
| 02   | Fernando Alonso  | Ferrari              | 227    |
| 03   | Lewis Hamilton   | Mercedes             | 187    |
| 04   | Kimi Räikkönen   | Lotus-Renault        | 183    |
| 05   | Mark Webber      | Red Bull-Renault     | 181    |
| 06   | Nico Rosberg     | Mercedes             | 161    |
| 07   | Romain Grosjean  | Lotus-Renault        | 132    |
| 08   | Felipe Massa     | Ferrari              | 106    |
| 09   | Jenson Button    | McLaren-Mercedes     | 61     |
| 10   | Paul di Resta    | Force India-Mercedes | 48     |
| 11   | Nico Hülkenberg  | Sauber-Ferrari       | 47     |
| 12   | Sergio Pérez     | McLaren-Mercedes     | 41     |

| Pos. | Fahrer              | Konstrukteur         | Punkte |
| ---- | ------------------- | -------------------- | ------ |
| 13   | Adrian Sutil        | Force India-Mercedes | 29     |
| 14   | Daniel Ricciardo    | Toro Rosso-Ferrari   | 19     |
| 15   | Jean-Éric Vergne    | Toro Rosso-Ferrari   | 13     |
| 16   | Esteban Gutiérrez   | Sauber-Ferrari       | 6      |
| 17   | Valtteri Bottas     | Williams-Renault     | 4      |
| 18   | Pastor Maldonado    | Williams-Renault     | 1      |
| 19   | Jules Bianchi       | Marussia-Cosworth    | 0      |
| 20   | Charles Pic         | Caterham-Renault     | 0      |
| 21   | Giedo van der Garde | Caterham-Renault     | 0      |
| 22   | Max Chilton         | Marussia-Cosworth    | 0      |
| 23   | Heikki Kovalainen   | Lotus-Renault        | 0      |

### Konstrukteurswertung
| Pos. | Konstrukteur         | Punkte |
| ---- | -------------------- | ------ |
| 01   | Red Bull-Renault     | 553    |
| 02   | Mercedes             | 348    |
| 03   | Ferrari              | 333    |
| 04   | Lotus-Renault        | 315    |
| 05   | McLaren-Mercedes     | 102    |
| 06   | Force India-Mercedes | 77     |

| Pos. | Konstrukteur       | Punkte |
| ---- | ------------------ | ------ |
| 07   | Sauber-Ferrari     | 53     |
| 08   | Toro Rosso-Ferrari | 32     |
| 09   | Williams-Renault   | 5      |
| 10   | Marussia-Cosworth  | 0      |
| 11   | Caterham-Renault   | 0      |